# Clayton (Carolina del Nord)
Clayton è una città degli Stati Uniti d'America situata nella Carolina del Nord, nella Contea di Johnston e in parte nella Contea di Wake.